# Telstar in het seizoen 2023/24 (vrouwen)
Het seizoen 2023/2024 is het tweede jaar in het bestaan van de Velsense vrouwenvoetbalclub VVK/Telstar. De club komt uit in de Eredivisie en doet mee aan het het toernooi om de KNVB beker.

## Selectie en technische staf

### Selectie[1]
| Nr.             | Nat.               | Naam                 | Competitie  | Competitie  | Beker       | Beker       | Eredivisie Cup | Eredivisie Cup | Totaal      | Totaal      | Seizoen bij Telstar | Vorige club         | Contract     |             |             |             |             |
| Nr.             | Nat.               | Naam                 | W           | Goal        | W           | Goal        | W              | Goal           | W           | Goal        | Seizoen bij Telstar | Vorige club         | Contract     |             |             |             |             |
| Doelvrouwen     | Doelvrouwen        | Doelvrouwen          | Doelvrouwen | Doelvrouwen | Doelvrouwen | Doelvrouwen | Doelvrouwen    | Doelvrouwen    | Doelvrouwen | Doelvrouwen | Doelvrouwen         | Doelvrouwen         | Doelvrouwen  | Doelvrouwen | Doelvrouwen | Doelvrouwen | Doelvrouwen |
| --------------- | ------------------ | -------------------- | ----------- | ----------- | ----------- | ----------- | -------------- | -------------- | ----------- | ----------- | ------------------- | ------------------- | ------------ | ----------- | ----------- | ----------- | ----------- |
| 1               | Vlag van Nederland | Kelly Steen          | 21          | 0           | 1           | 0           | 0              | 0              | 22          | 0           | 2e                  | PSV                 | 30 juni 2024 |             |             |             |             |
| 16              | Vlag van Nederland | Mei Wei Rispens      | 2           | 0           | 0           | 0           | 0              | 0              | 2           | 0           | 2e                  | Ajax                | 30 juni 2024 |             |             |             |             |
| 24              | Vlag van Nederland | Floor Ursem          | 0           | 0           | 0           | 0           | 0              | 0              | 0           | 0           | 1e                  | Jeugd               | Contractloos |             |             |             |             |
| Verdedigsters   |                    |                      |             |             |             |             |                |                |             |             |                     |                     |              |             |             |             |             |
| 2               | Vlag van Nederland | Lune Miedema         | 11          | 0           | 1           | 0           | 0              | 0              | 12          | 0           | 2e                  | Jeugd               | 30 juni 2024 |             |             |             |             |
| 3               | Vlag van Nederland | Felice Hermans       | 14          | 1           | 0           | 0           | 0              | 0              | 14          | 1           | 2e                  | Jeugd               | 30 juni 2024 |             |             |             |             |
| 5               | Vlag van Nederland | Nikki Ridder         | 22          | 0           | 1           | 0           | 0              | 0              | 23          | 0           | 1e                  | Excelsior Rotterdam | 30 juni 2024 |             |             |             |             |
| 6               | Vlag van Nederland | Kim Remijnse         | 22          | 0           | 1           | 0           | 0              | 0              | 23          | 0           | 1e                  | VV Alkmaar          | 30 juni 2024 |             |             |             |             |
| 12              | Vlag van Nederland | Puck Donker          | 21          | 0           | 1           | 0           | 0              | 0              | 22          | 0           | 2e                  | VV Alkmaar          | 30 juni 2025 |             |             |             |             |
| 15              | Vlag van Nederland | Stephanie Kemper     | 0           | 0           | 0           | 0           | 0              | 0              | 0           | 0           | 2e                  | Jeugd               | 30 juni 2024 |             |             |             |             |
| 20              | Vlag van Nederland | Pauline van de Pol   | 19          | 0           | 1           | 0           | 0              | 0              | 20          | 0           | 2e                  | Jeugd               | 30 juni 2024 |             |             |             |             |
| 29              | Vlag van Nederland | Nicci Berrevoets     | 5           | 0           | 0           | 0           | 0              | 0              | 5           | 0           | 1e                  | Jeugd               | Contractloos |             |             |             |             |
| 36              | Vlag van Nederland | Esmee Daalman        | 4           | 0           | 1           | 0           | 0              | 0              | 5           | 0           | 1e                  | Jeugd               | Contractloos |             |             |             |             |
| Middenveldsters |                    |                      |             |             |             |             |                |                |             |             |                     |                     |              |             |             |             |             |
| 4               | Vlag van Nederland | Elise Meijerink      | 20          | 0           | 1           | 0           | 0              | 0              | 21          | 0           | 1e                  | KAA Gent            | 30 juni 2024 |             |             |             |             |
| 8               | Vlag van Nederland | Isa Gomez            | 20          | 4           | 1           | 0           | 0              | 0              | 21          | 4           | 2e                  | Jeugd               | 30 juni 2024 |             |             |             |             |
| 10              | Vlag van Japan     | Chinatsu Kira        | 22          | 2           | 1           | 0           | 0              | 0              | 23          | 2           | 1e                  | SE AEM              | 30 juni 2024 |             |             |             |             |
| 22              | Vlag van Nederland | Bodil van den Heuvel | 4           | 0           | 0           | 0           | 0              | 0              | 4           | 0           | 1e                  | KAA Gent            | 30 juni 2024 |             |             |             |             |
| 22              | Vlag van Nederland | Joy Vader            | 0           | 0           | 0           | 0           | 0              | 0              | 0           | 0           | 2e                  | Jeugd               | Contractloos |             |             |             |             |
| 23              | Vlag van Nederland | Anna van der Vlist   | 21          | 0           | 0           | 0           | 0              | 0              | 22          | 0           | 2e                  | Jeugd               | 30 juni 2025 |             |             |             |             |
| 35              | Vlag van Nederland | Tess Tiebie          | 1           | 0           | 0           | 0           | 0              | 0              | 1           | 0           | 2e                  | Jeugd               | Contractloos |             |             |             |             |
| 41              | Vlag van Nederland | Corina Schoorl       | 0           | 0           | 0           | 0           | 0              | 0              | 0           | 0           | 1e                  | Jeugd               | Contractloos |             |             |             |             |
| Aanvalsters     |                    |                      |             |             |             |             |                |                |             |             |                     |                     |              |             |             |             |             |
| 7               | Vlag van Nederland | Jannette van Belen   | 21          | 2           | 1           | 0           | 0              | 0              | 23          | 2           | 1e                  | ADO Den Haag        | 30 juni 2024 |             |             |             |             |
| 9               | Vlag van België    | Carolina Wolters     | 13          | 3           | 1           | 0           | 0              | 0              | 14          | 3           | 1e                  | Fortuna Sittard     | 30 juni 2024 |             |             |             |             |
| 11              | Vlag van Marokko   | Samya Hassani        | 14          | 1           | 1           | 0           | 0              | 0              | 15          | 1           | 2e                  | KAA Gent            | Afgekocht    |             |             |             |             |
| 14              | Vlag van Nederland | Isabelle Nottet      | 22          | 1           | 1           | 0           | 0              | 0              | 23          | 1           | 1e                  | VV Alkmaar          | 30 juni 2024 |             |             |             |             |
| 17              | Vlag van Nederland | Mila Lagcher         | 18          | 1           | 1           | 0           | 0              | 0              | 19          | 1           | 2e                  | Jeugd               | 30 juni 2024 |             |             |             |             |
| 19              | Vlag van Nederland | Lieke Vis            | 18          | 0           | 0           | 0           | 0              | 0              | 18          | 0           | 2e                  | Jeugd               | 30 juni 2024 |             |             |             |             |
| Nr.             | Nat.               | Naam                 | W           | Goal        | W           | Goal        | W              | Goal           | W           | Goal        | Seizoen bij Telstar | Vorige club         | Contract     |             |             |             |             |
| Nr.             | Nat.               | Naam                 | Competitie  | Competitie  | Beker       | Beker       | Eredivisie Cup | Eredivisie Cup | Totaal      | Totaal      | Seizoen bij Telstar | Vorige club         | Contract     |             |             |             |             |

### Legenda
| # | Reden                                          |
| - | ---------------------------------------------- |
|   | Heeft de club in het lopende seizoen verlaten. |

### Technische staf
| Naam           | Functie           |
| -------------- | ----------------- |
| Marelle Worm   | Hoofdtrainer      |
| Hans de Winter | Assistent-trainer |

## Transfers

### Zomer

#### Aangetrokken 2023/24
| Nat.               | Naam               | Van             | Contract     | Bijzonderheden |
| ------------------ | ------------------ | --------------- | ------------ | -------------- |
| Vlag van Nederland | Jannette van Belen | ADO Den Haag    | 30 juni 2024 |                |
| Vlag van Japan     | Chinatsu Kira      | SE AEM          | 30 juni 2024 |                |
| Vlag van Nederland | Elise Meijerink    | KAA Gent        | 30 juni 2024 |                |
| Vlag van Nederland | Isabelle Nottet    | VV Alkmaar      | 30 juni 2024 |                |
| Vlag van Nederland | Kim Remijnse       | VV Alkmaar      | 30 juni 2024 |                |
| Vlag van Nederland | Nikki Ridder       | Excelsior       | 30 juni 2024 |                |
| Vlag van België    | Carolina Wolters   | Fortuna Sittard | 30 juni 2024 |                |

#### Vertrokken 2023/24
| Nat.               | Naam                  | Naar         | Bijzonderheden |
| ------------------ | --------------------- | ------------ | -------------- |
| Vlag van Nederland | Dominique Bruinenberg | Austria Wien |                |
| Vlag van Nederland | Kyah Coady            |              | Gestopt        |
| Vlag van Nederland | Chelly Drost          |              | Gestopt        |
| Vlag van Nederland | Bente Duivenvoorde    | Onbekend     |                |
| Vlag van Nederland | Brecht Haakma         |              | Gestopt        |
| Vlag van Nederland | Annemiek Kruijthof    | AZ           |                |
| Vlag van Nederland | Femke Prins           | FC Utrecht   |                |
| Vlag van Nederland | Anna Ursem            | FC Basel     |                |
| Vlag van Nederland | Elisabeth de Vries    | Onbekend     |                |
| Vlag van Nederland | Nienke Wierda         |              | Gestopt        |
| Vlag van Nederland | Sascha van Zelst      |              | Gestopt        |

### Winter

#### Aangetrokken 2023/24
| Nat.               | Naam                 | Van      | Bijzonderheden |
| ------------------ | -------------------- | -------- | -------------- |
| Vlag van Nederland | Bodil van den Heuvel | KAA Gent |                |

#### Vertrokken 2023/24
| Nat.             | Naam          | Naar          | Bijzonderheden |
| ---------------- | ------------- | ------------- | -------------- |
| Vlag van Marokko | Samya Hassani | Fenerbahce SK |                |

## Wedstrijdstatistieken

### Oefenwedstrijden
| Oefenwedstrijd 1                                                              | Telstar                                                                                              | 5 - 1 (0 - 1)    | SV Saestum                                                           | Opstelling Telstar                                                                                              |
| 8 juli 2023 Aanvangstijd: Onbekend Plaats: Velsen-Zuid 711 Stadion            | Onbekend                                                                                             | Wedstrijdverslag | Onbekend                                                             | Onbekend |
| Oefenwedstrijd 2                                                              | Telstar                                                                                              | 1 - 0            | ASV Wartburgia                                                       | Opstelling Telstar                                                                                              |
| 15 juli 2023 Aanvangstijd: 17:30 uur Plaats: Velsen-Zuid 711 Stadion          | Nikki Ridder                                                                                         | Wedstrijdverslag |                                                                      | Onbekend |
| Oefenwedstrijd 3                                                              | Telstar                                                                                              | 5 - 0            | FC Rijnvogels                                                        | Opstelling Telstar                                                                                              |
| 12 augustus 2023 Aanvangstijd: 17:30 uur Plaats: Velsen-Zuid 711 Stadion      | Onbekend                                                                                             | Wedstrijdverslag |                                                                      | Onbekend |
| Oefenwedstrijd 4                                                              | Telstar                                                                                              | 1 - 5 (0 - 1)    | KRC Genk                                                             | Opstelling Telstar                                                                                              |
| 16 augustus 2023 Aanvangstijd: 14:30 uur Plaats: Velsen-Zuid 711 Stadion      | Samya Hassani 56'                                                                                    | Wedstrijdverslag | 41', 59' Shari Van Belle 54' Lisa Petry 57', 68' Ella Van Kerkhoven  | Onbekend |
| Oefenwedstrijd 5                                                              | MSV Duisburg                                                                                         | 5 - 0 (2 - 0)    | Telstar                                                              | Opstelling Telstar                                                                                              |
| 26 augustus 2023 Aanvangstijd: 13:00 uur Plaats: Duisburg PCC-Stadion         | Emilie Henriksen 26' Jelena Prvulovic 37' Julia Kappenberger 60' Sarah Freutel 73' Sammy Jerabek 90' | Wedstrijdverslag |                                                                      | Steen, Nottet, Vis, Remijnse, Hermans, van der Vlist, Gomez, Ridder, Donker                                     |
| Oefenwedstrijd 6                                                              | Telstar                                                                                              | 4 – 2            | Excelsior Rotterdam                                                  | Opstelling Telstar                                                                                              |
| 1 september 2023 Aanvangstijd: Plaats: Haarlem Sportcomplex Pim Muller        | Lieke Vis 17', 55' Isa Gomez 71' Jannette van Belen 81'                                              | Wedstrijdverslag | 20' Kimberley Smit 25' Sabrine Ellouzi                               | Onbekend |
| Oefenwedstrijd 6                                                              | Telstar                                                                                              | 5 - 1 (0 - 1)    | SV Saestum                                                           | Opstelling Telstar                                                                                              |
| 8 juli 2023 Aanvangstijd: Onbekend Plaats: Velsen-Zuid 711 Stadion            | Onbekend                                                                                             | Wedstrijdverslag | Onbekend                                                             | Onbekend |
| Oefenwedstrijd 7                                                              | Telstar                                                                                              | 1 - 1            | RSC Anderlecht                                                       | Opstelling Telstar                                                                                              |
| 22 september 2023 Aanvangstijd: 19:30 uur Plaats: Velsen-Zuid 711 Stadion     | Onbekend                                                                                             | Wedstrijdverslag | Onbekend                                                             | Steen ( 45' Rispens), Donker, Hermans, Nikki Ridder, Remijnse, Gomez, Meijerink, Vis, Kira, van Belen, Nottet;" |
| Oefenwedstrijd 8                                                              | Telstar                                                                                              | 8 - 0 (4 - 0)    | Zaanse talenten                                                      | Opstelling Telstar                                                                                              |
| 13 december 2023 Aanvangstijd: Plaats:                                        | | Wedstrijdverslag |                                                                      | |
| Oefenwedstrijd 9                                                              | KRC Genk                                                                                             | 2 - 1            | Telstar                                                              | Opstelling Telstar                                                                                              |
| 6 januari 2024 Aanvangstijd: 15:30 uur Plaats: Zwartberg                      | Luna Vanzeir 59' Ella Van Kerkhoven 65'                                                              | Wedstrijdverslag | 89' Nikki Ridder                                                     | Rispens, Donker, Ridder, Hermans, Meijerink, Van de Pol, Kira, Van der Vlist, Vis, Van Belen, Nottet            |
| Oefenwedstrijd 10                                                             | Telstar                                                                                              | 1 - 3 (0 - 2)    | MSV Duisburg                                                         | Opstelling Telstar                                                                                              |
| 13 januari 2024 Aanvangstijd: 14:30 uur Plaats:                               | Onbekend                                                                                             | Wedstrijdverslag | 16' Antonia Halverkamps 31' Alexandra Emmerling 79' Samantha Jerabek | |
| Oefenwedstrijd 11                                                             | FC Utrecht                                                                                           | 2 - 2 (2 - 0)    | Telstar                                                              | Opstelling Telstar                                                                                              |
| 4 april 2024 Aanvangstijd: 17:00 uur Plaats: Utrecht Sportcomplex Zoudenbalch | Elisha Kruize 18', 25'                                                                               | Wedstrijdverslag | 47' 52' Onbekend                                                     | Onbekend |

### Eredivisie
|       | ADO Den Haag | Ajax  | AZ Alkmaar | Excelsior | Feyenoord | Fortuna Sittard | Sc Heerenveen | PEC Zwolle | PSV   | FC Twente | FC Utrecht |
| ----- | ------------ | ----- | ---------- | --------- | --------- | --------------- | ------------- | ---------- | ----- | --------- | ---------- |
| Thuis | 1 – 0        | 2 – 5 | 2 – 6      | 1 – 1     | 0 – 2     | 0 – 8           | 2 – 1         | 0 – 4      | 1 – 3 | 0 – 7     | 1 – 2      |
| Uit   | 4 – 0        | 0 – 0 | 0 – 1      | 2 – 2     | 3 – 0     | 7 – 1           | 1 – 0         | 2 –0       | 5 – 0 | 2 – 0     | 4 – 2      |

| Speelronde 1                                                                          | PSV | 5 – 0 (1 – 0)    | Telstar | Opstelling Telstar |
| 9 september 2023 Aanvangstijd: 14.00 uur Plaats: Eindhoven PSV Campus De Herdgang     | Joëlle Smits 12' Indiah-Page Riley 63' Gwyneth Hendriks 84' Chimera Ripa 86' Nina Nijstad 88'                     | Wedstrijdverslag | | Steen, Donker, Hermans, Remijnse, Ridder, Gomez, van der Vlist ( 65' Meijerink), Kira, Vis, van Belen ( 46' Lagcher), Nottet ( 46' Hassani)                                              |
| Speelronde 2                                                                          | Telstar | 0 – 7 (0 – 5)    | FC Twente | Opstelling Telstar |
| 16 september 2023 Aanvangstijd: 14.00 uur Plaats: Velsen-Zuid 711 Stadion             | | Wedstrijdverslag | 7' Renate Jansen 14', 32' Liz Rijsbergen 36' (e.d.) Puck Donker 40' Wieke Kaptein 87' Jill Diekman 89' Suus Verdaasdonk | Steen, Donker ( 71' van de Pol), Hermans, Remijnse, Ridder, Gomez, Meijerink ( 46' van der Vlist), Kira, Vis, van Belen ( 46' Lagcher), Nottet ( 59' Hassani)                            |
| Speelronde 3                                                                          | AFC Ajax | 0 – 0 (0 – 0)    | Telstar | Opstelling Telstar |
| 1 oktober 2023 Aanvangstijd: 16.45 uur Plaats: Amsterdam Sportpark De Toekomst        | | Wedstrijdverslag | 77' Anna van der Vlist 84' Isa Gomez 90' Puck Donker                                                                    | Steen, Donker, Hermans, Remijnse, Ridder, Gomez, van der Vlist ( 88' Meijerink), Kira, Vis ( 80' Berrevoets), Lagcher ( 90+1' Miedema), Nottet ( 46' van Belen)                          |
| Speelronde 4                                                                          | Telstar | 1 – 2 (1 – 1)    | FC Utrecht | Opstelling Telstar |
| 8 oktober 2023 Aanvangstijd: 12.15 uur Plaats: Velsen-Zuid 711 Stadion                | Felice Hermans 8' Samya Hassani 90+4'                                                                             | Wedstrijdverslag | 27' Eshly Bakker 77' 84' Tami Groenendijk 84' Van Schoonhoven                                                           | Steen, Ridder, Hermans, Remijnse ( 82' van de Pol), Donker, Gomez, van der Vlist, Kira, Nottet ( 55' Hassanj), van Belen ( 73' Meijerink), Vis ( 73' Lagcher)                            |
| Speelronde 5                                                                          | AZ | 0 – 1 (0 – 0)    | Telstar | Opstelling Telstar |
| 13 oktober 2023 Aanvangstijd: 19.30 uur Plaats: Wijdewormer AFAS Trainingscomplex     | Yaël Mollink 36' Isa Colin 45+1' Karlijn Woons 58'                                                                | Wedstrijdverslag | 45+1' 65' Jannette van Belen                                                                                            | Steen, Ridder, Remijnse, Hermans, Donker, Gomez ( 70' Meijerink), Van der Vlist, Kira, Nottet ( 60' Hassanj), van Belen ( 86' Miedema), Lagcher ( 60' Vis)                               |
| Speelronde 6                                                                          | Telstar | 1 – 1 (0 – 0)    | Excelsior Rotterdam | Opstelling Telstar |
| 20 oktober 2023 Aanvangstijd: 19.30 uur Plaats: Velsen-Zuid 711 Stadion               | Chinatsu Kira 56' Jannette van Belen 67' Samya Hassani 90+1'                                                      | Wedstrijdverslag | 50' Stephanie Coelho Aurélio 59' Sabrine Ellouzi 67' Isa Pothof 67' Yara Helderman                                      | Steen, Ridder, Remijnse ( 83' Van de Pol), Hermans, Donker, Gomez, Van der Vlist ( 83' Nottet), Kira, Hassani, Van Belen, Lagcher ( 46' Vis)                                             |
| Speelronde 7                                                                          | Telstar | 0 – 2 (0 – 2)    | Feyenoord | Opstelling Telstar |
| 5 november 2023 Aanvangstijd: 12.15 uur Plaats: Velsen-Zuid 711 Stadion               | Jannette van Belen 40' Puck Donker 50'                                                                            | Wedstrijdverslag | 11', 26' Jada Conijnenberg 29' Maxime Bennink 50' Zoï van de Ven                                                        | Steen, Ridder, Remijnse ( 46' Van de Pol), Hermans, Donker, Gomez ( 77' Wolters), Van der Vlist ( 77' Meijerink), Kira, Hassani ( 46' Nottet), Van Belen, Vis ( 65' Lagcher)             |
| Speelronde 8                                                                          | Sc Heerenveen | 1 – 0 (1 – 0)    | Telstar | Opstelling Telstar |
| 10 november 2023 Aanvangstijd: 19.30 uur Plaats: Heerenveen Sportpark Skoatterwald    | Lisanne Dik 28' Demi Werther 66' Hester Algra 77' Lyanne Iedema 83'                                               | Wedstrijdverslag | 30' Jannette van Belen 90' Mila Lagcher 90' Elise Meijerink                                                             | Steen, Ridder, Remijnse ( 60' Lagcher), Hermans, Donker, Gomez, Van der Vlist ( 81' Meijerink), Kira ( 60' Van de Pol 81' Miedema), Hassani ( 66' Nottet), Van Belen, Vis                |
| Speelronde 9                                                                          | Telstar | 1 – 0 (0 – 0)    | ADO Den Haag | Opstelling Telstar |
| 17 november 2023 Aanvangstijd: 19.30 uur Plaats: Velsen-Zuid 711 Stadion              | Samya Hassani 36' Jannette van Belen 56'                                                                          | Wedstrijdverslag | | Steen, Ridder, Remijnse ( 72' Van de Pol), Hermans, Donker, Gomez, Van der Vlist ( 56' Meijerink), Kira, Hassani ( 82' Wolters), Van Belen, Vis ( 72' Nottet)                            |
| Speelronde 10                                                                         | Fortuna Sittard                                                                                                   | 7 – 1 (5 – 0)    | Telstar | Opstelling Telstar |
| 24 november 2023 Aanvangstijd: 19.30 uur Plaats: Sittard Fortuna Sittard Stadion      | Charlotte Hulst 2' María Ólafsdóttir Grós 5', 28' Tessa Wullaert 8', 34' Amber van Heeswijk 47' Féli Delecauw 56' | Wedstrijdverslag | 21' Kim Remijnse 72' Mila Lagcher                                                                                       | Steen, Ridder, Remijnse ( 60' Wolters), Hermans, Donker, Nottet ( 78' Miedema), Van der Vlist, Kira, Vis ( 60' Meijerink), Hassani ( 70' Lagcher), Van Belen ( 60' Van de Pol)           |
| Speelronde 11                                                                         | Telstar | 0 – 4 (0 – 3)    | PEC Zwolle | Opstelling Telstar |
| 10 december 2023 Aanvangstijd: 12.15 uur Plaats: Velsen-Zuid 711 Stadion              | Isa Gomez 45+1' Puck Donker 71' Samya Hassani 90'                                                                 | Wedstrijdverslag | 2' Sterre Kroezen 12' (e.d.) Felice Hermans 30', 47' Zoë Zuidberg                                                       | Steen, Ridder, Remijnse ( 31' Van de Pol), Hermans, Donker, Gomez, Van der Vlist ( 59' Meijerink), Kira, Vis ( 59' Miedema), Van Belen ( 76' Wolters), Nottet ( 59' Hassani)             |
| Speelronde 11                                                                         | Telstar | 1 – 3 (0 – 2)    | PSV | Opstelling Telstar |
| 21 januari 2024 Aanvangstijd: 12.15 uur Plaats: Velsen-Zuid 711 Stadion               | Chinatsu Kira 61' Pauline van de Pol 71' Nikki Ridder 89'                                                         | Wedstrijdverslag | 13' Joëlle Smits 18' Indiah-Paige Riley 90' Zera Hulswit                                                                | Rispens, Donker, Van de Pol ( 86' Meijerink), Hermans, Ridder, Gomez, Van der Vlist, Kira, Hassani ( 59' Miedema), Van Belen ( 67' Wolters), Nottet ( 86' Daalman)                       |
| Speelronde 13                                                                         | FC Utrecht | 4 – 2 (0 – 2)    | Telstar | Opstelling Telstar |
| 27 januari 2024 Aanvangstijd: 14.00 uur Plaats: Utrecht Sportcomplex Zoudenbalch      | Sophie Cobussen 54' Elisha Kruize 63' Nurija van Schoonhoven 69' Judith Roosjen 82' (pen.) Sam de Jong 89'        | Wedstrijdverslag | 4' Isa Gomez 9' Caroliena Wolters                                                                                       | Steen, Donker, Van de Pol ( 70' Remijnse), Hermans, Ridder ( 46' Miedema), Gomez, Van der Vlist ( 79' Meijerink), Kira, Hassani, Wolters ( 46' Van Belen), Nottet ( 84' Berrevoets)      |
| Speelronde 14                                                                         | Telstar | 2 – 5 (0 – 4)    | Ajax | Opstelling Telstar |
| 3 februari 2024 Aanvangstijd: 16.30 uur Plaats: Velsen-Zuid 711 Stadion               | Caroliena Wolters 49' Isa Gomez 51'                                                                               | Wedstrijdverslag | 21' Danique Tolhoek 27' Quinty Sabajo 33' Danique Noordman 39' Lotte Keukelaar 63' Bente Jansen                         | Steen, Donker, Van de Pol, Hermans ( 18' Remijnse), Ridder, Gomez ( 64' Meijerink), Van der Vlist, Kira, Hassani, Wolters ( 57' Lagcher), Nottet                                         |
| Speelronde 15                                                                         | Excelsior | 2 – 2 (2 – 2)    | Telstar | Opstelling Telstar |
| 11 februari 2024 Aanvangstijd: 14.30 uur Plaats: Rotterdam Van Donge & De Roo Stadion | Lynn Groenewegen 17' Yara Helderman 27'                                                                           | Wedstrijdverslag | 6' Samya Hassani 14' Caroliena Wolters 90+2' Isa Gomez                                                                  | Steen, Donker, Van de Pol, Remijnse ( 74' Miedema), Ridder, Gomez, Meijerink, Kira, Hassani ( 87' Berrevoets), Wolters ( 60' Lagcher), Nottet                                            |
| Speelronde 16                                                                         | Telstar | 2 – 1 (1 – 0)    | sc Heerenveen | Opstelling Telstar |
| 3 maart 2024 Aanvangstijd: 16.45 uur Plaats: Velsen-Zuid 711 Stadion                  | Isa Gomez 19', 81'                                                                                                | Wedstrijdverslag | 18' Fenna Meijer 51' Dewi Snippe                                                                                        | Steen, Donker, Van de Pol, Remijnse ( 74' Miedema), Ridder, Kira ( 86' Meijerink), Van der Vlist, Gomez, Nottet, Wolters ( 63' Van Belen), Lagcher ( 63' Vis)                            |
| Speelronde 17                                                                         | ADO Den Haag | 4 – 0 (2 – 0)    | Telstar | Opstelling Telstar |
| 9 maart 2024 Aanvangstijd: 14.00 uur Plaats: Den Haag Bingoal Stadion                 | Lobke Loonen 17' Lysanne van der Wal 25', 63' Shanique Dessing 56' Lieke Vis 85' (e.d.)                           | Wedstrijdverslag | 33' Anna van der Vlist                                                                                                  | Steen, Donker, Van de Pol ( 64' Meijerink), Remijnse, Ridder ( 46' Miedema), Kira, Van der Vlist ( 77' Van den Heuvel), Gomez, Nottet, Wolters ( 46' Van Belen), Lagcher ( 64' Vis)      |
| Speelronde 18                                                                         | Telstar | 0 – 8 (0 – 5)    | Fortuna Sittard | Opstelling Telstar |
| 22 maart 2024 Aanvangstijd: 18.45 uur Plaats: Velsen-Zuid 711 Stadion                 | Puck Donker 56' Anna van der Vlist 73'                                                                            | Wedstrijdverslag | 14', 20', 27', 36', 53', 77', 82' Tessa Wullaert 41' Charlotte Hulst                                                    | Steen, Van de Pol, Donker, Remijnse, Ridder, Gomez, Van der Vlist, Kira ( 66' Meijerink), Lagcher ( 66' Vis), Van Belen ( 46' Wolters) ( 89' Van den Heuvel), Nottet ( 82' Miedema)      |
| Speelronde 19                                                                         | Feyenoord | 3 – 0 (1 – 0)    | Telstar | Opstelling Telstar |
| 30 maart 2024 Aanvangstijd: 14.00 uur Plaats: Rotterdam Sportcomplex Varkenoord       | Ella Van Kerkhoven Esmee de Graaf 45+3' (pen.) Emma Pijnenburg 69' Zoï van de Ven 90+4'                           | Wedstrijdverslag | 47' Puck Donker | Steen, Van de Pol, Donker, Remijnse ( 74' Wolters), Ridder, Kira, Van der Vlist, Gomez, Lagcher, Van Belen ( 74' Vis), Nottet                                                            |
| Speelronde 20                                                                         | PEC Zwolle | 2 – 0 (1 – 0)    | Telstar | Opstelling Telstar |
| 20 april 2024 Aanvangstijd: 14.00 uur Plaats: Zwolle MAC3PARK stadion                 | Zoë Zuidberg 6' Sophie van Vugt 64'                                                                               | Wedstrijdverslag | | Steen ( 46' Rispens), Ridder, Remijnse ( 83' Van den Heuvel), Van de Pol, Daalman, Van der Vlist, Kira, Gomez ( 71' Meijerink), Nottet, Van Belen ( 83' Wolters), Lagcher ( 61' Vis)     |
| Speelronde 21                                                                         | Telstar | 2 – 6 (1 – 3)    | AZ | Opstelling Telstar |
| 1 mei 2024 Aanvangstijd: 18.45 uur Plaats: Velsen-Zuid 711 Stadion                    | Isa Gomez Isabelle Nottet 23' Djoeke de Ridder 65' (e.d.) Tess Tiebie 88'                                         | Wedstrijdverslag | 12' (pen.) Desiree van Lunteren 28' Floor Spaan 60' Manique de Vette 72' Isa Dekker 90+4' Sanne Peereboom               | Steen, Ridder, Van de Pol, Donker, Daalman ( 81' Tiebie), Van der Vlist, Kira ( 81' Meijerink), Gomez, Nottet ( 73' Berrevoets), Van Belen, Vis ( 46' Lagcher)                           |
| Speelronde 22                                                                         | FC Twente | 2 – 0 (2 – 0)    | Telstar | Opstelling Telstar |
| 11 mei 2024 Aanvangstijd: 16.30 uur Plaats: Enschede De Grolsch Veste                 | Jaimy Ravensbergen 30', 39' Renate Jansen 80'                                                                     | Wedstrijdverslag | | Steen, Ridder, Van de Pol, Donker, Daalman, Remijnse ( 73' Meijerink), Kira, Van der Vlist ( 87' Van den Heuvel), Lagcher ( 55' Vis), Van Belen ( 87' Miedema), Nottet ( 73' Berrevoets) |

### KNVB Beker
| Achtste Finales                                                                  | Jong Ajax                                                 | 3 – 0 (0 – 0)    | Telstar | Opstelling Telstar |
| 17 februari 2024 Aanvangstijd: 12:30 uur Plaats: Amsterdam Sportpark De Toekomst | Mirte van Koppen 63' Danique Tolhoek 79' Lina Touzani 87' | Wedstrijdverslag |         | Steen, Ridder, Miedema ( 72' Daalman), Remijnse, Van de Pol, Meijerink ( 72' Van Belen), Kira, Gomez, Nottet, Wolters ( 56' Lagcher), Hassani |

## Statistieken Telstar 2023/24

### Tussenstand Telstar in de Nederlandse Eredivisie Vrouwen 2023/24
| Stand | Gespeeld | Gewonnen | Gelijk | Verloren | Punten | Doelpunten voor | Doelpunten tegen | Gele kaarten | Rode kaarten |
| ----- | -------- | -------- | ------ | -------- | ------ | --------------- | ---------------- | ------------ | ------------ |
| 11e   | 22       | 3        | 4      | 15       | 12     | 16              | 69               | 25           | 1            |

### Topscorers
| #              | Naam                  | Goal |
| -------------- | --------------------- | ---- |
| 1.             | Isa Gomez             | 4    |
| 2.             | Carolina Wolters      | 3    |
| 3.             | Jannette van Belen    | 2    |
| 3.             | Chinatsu Kira         | 2    |
| 5.             | Samya Hassani         | 1    |
| 5.             | Felice Hermans        | 1    |
| 5.             | Isabelle Nottet       | 1    |
| 5.             | Mila Lagcher          | 1    |
| Eigen doelpunt |                       |      |
| 1.             | Djoeke de Ridder (AZ) | 1    |
| Totaal         | Totaal                | 16   |

| #      | Naam   | Goal |
| ------ | ------ | ---- |
| 1.     |        |      |
| Totaal | Totaal | '    |

| #      | Naam               | Goal |
| ------ | ------------------ | ---- |
| 1.     | Nikki Ridder       | 2    |
| 1.     | Lieke Vis          | 2    |
| 2.     | Jannette van Belen | 1    |
| 2.     | Isa Gomez          | 1    |
| 2.     | Samya Hassani      | 1    |
|        | Onbekend           | 12   |
| Totaal | Totaal             | 19   |

### Kaarten
| #      | Naam               | Kreeg geel |
| ------ | ------------------ | ---------- |
| 1.     | Puck Donker        | 5          |
| 2.     | Jannette van Belen | 4          |
| 2.     | Samya Hassani      | 4          |
| 4.     | Isa Gomez          | 3          |
| 4.     | Anna van der Vlist | 3          |
| 6.     | Mila Lagcher       | 1          |
| 6.     | Elise Meijerink    | 1          |
| 6.     | Nikki Ridder       | 1          |
| 6.     | Pauline van de Pol | 1          |
| 6.     | Kim Remijnse       | 1          |
| 6.     | Tess Tiebie        | 1          |
| Totaal | Totaal             | 25         |

| #      | Naam      | Kreeg voor de tweede keer geel en dus rood |
| ------ | --------- | ------------------------------------------ |
| 1.     | Isa Gomez | 1                                          |
| Totaal | Totaal    | 1                                          |

| #      | Naam   | Weggestuurd |
| ------ | ------ | ----------- |
| 1.     |        |             |
| Totaal | Totaal | '           |

## Voetnoten
ADO Den Haag · 
Ajax · 
AZ · 
Excelsior · 
Feyenoord · 
Fortuna Sittard · 
sc Heerenveen · 
PEC Zwolle · 
PSV · 
Telstar · 
FC Twente · 
FC Utrecht